# Verkeersdiploma
Een Verkeersdiploma is een Nederlands diploma dat wordt afgegeven door Veilig Verkeer Nederland aan basisschoolleerlingen uit groep 7 en 8 die met succes een theorie-examen en praktische verkeerstest afleggen. Het examen werd voor het eerst afgenomen in 1932.
De gemeente Amsterdam organiseert als enige Nederlandse gemeente haar eigen theoretisch en praktisch verkeersexamen voor basisschoolleerlingen.

## Praktische verkeerstest
Aan de verkeerstest worden de volgende eisen gesteld:
- De kinderen moeten daadwerkelijk de geplande route afleggen.
- Er staan op de dag van het praktisch verkeersexamen geen extra verkeersborden die de volgende dag weer verdwenen zijn.
- Het overige verkeer wordt niet omgeleid.
- De kinderen fietsen niet uitsluitend in een rustige wijk.
- Verkeerssituaties die voor een plaats kenmerkend zijn, moeten in de route zijn opgenomen. Bijvoorbeeld een kruising met verkeerslichten, een brug, een spoorwegovergang, een rotonde, en wegen met of zonder aparte fietspaden.
- Kinderen krijgen van tevoren de gelegenheid om te oefenen.
- De route is ongeveer zes weken van tevoren bekend op school en bij de ouders.
- Ouders kunnen met hun kind de route fietsen en het kind kan aangeven waar voor hem of haar de moeilijkheden zitten. Ouders kunnen zodoende extra aandacht besteden aan deze lastige situaties.
- De leerkracht kan moeilijke situaties in de klas behandelen.
- Leerlingen mogen alleen aan het praktisch verkeersexamen deelnemen op een fiets die aan de wettelijke normen voldoet. De fiets wordt dan meestal ook zorgvuldig gecheckt.